# Dinara Saduakassova
Dinara Ramazanovna Saduakassova (kazakh : Динара Рамазанқызы Сәдуакасова) (née à Astana le 31 octobre 1996) est une joueuse d'échecs kazakhe, Grand maître international féminin (GMF) en 2012 et championne du monde junior féminine en 2016.
Au 1er mai 2020, elle est la première joueuse kazakhe et la douzième joueuse mondiale avec un classement Elo de 2 500 points.

## Biographie
Dinara Saduakassova a appris à jouer aux échecs à l'âge de cinq ans. Elle s'implique sérieusement à l'âge de 10 ans. En plus des échecs, elle développe des talents dans les domaines de la musique, du tennis et de la natation. Elle apprend des langues étrangères, et finit brillamment l'école secondaire.
C'est la plus jeune Grand maître international féminin du Kazakhstan, puisqu'elle a reçu ce titre en 2012 à l'âge de 16 ans.

## Palmarès
- En 2004, vice-championne d'Asie, catégorie filles de moins de 8 ans,
- En 2007, vice-championne du monde, catégorie filles de moins de 12 ans[3],
- En 2010, championne du monde, catégorie filles de moins de 14 ans[4],
- En 2010, vainqueure de la Coupe du Sheik de Dubaï,
- En 2010, vice-championne du monde, catégorie scolaires de moins de 15 ans[5],
- Huit fois championne du Kazakhstan, catégorie filles de moins de 10, 12, 14, 16, et 18 ans[6],
- En 2012, championne du monde, catégorie scolaires de moins de 17 ans[7].
- En 2012, plus jeune GMF du Kazakhstan (à l'âge de 16 ans).
- En 2014, elle obtient la première place des juniors au tournoi international «Memorial Ridha Belkadhi Women’s Tournament» (à Tunis)
- En 2014, elle est classée première catégorie femmes et juniors au tournoi international "Benasque open" (en Espagne).
- En 2014, elle est  championne du monde, catégorie filles de moins de 18 ans à Durban.
- En 2016, elle remporte le championnat du monde junior féminin[8].
- En 2021, elle est éliminée de la Coupe du monde d'échecs féminine en quart de finale par la numéro deux mondiale Aleksandra Goriatchkina.

| Année | Lieu                    | Résultat        | Ultime adversaire       | Adversaires battues                            |
| ----- | ----------------------- | --------------- | ----------------------- | ---------------------------------------------- |
| 2017  | Téhéran                 | deuxième tour   | Harika Dronavalli       | Marina Netchaïeva                              |
| 2018  | Khanty-Mansiïsk         | deuxième tour   | Antoaneta Stefanova     | Ana Matnadzé                                   |
| 2021  | Sotchi (coupe du monde) | quart de finale | Aleksandra Goriatchkina | Jennifer Yu Elina Danielian Alina Kachlinskaïa |